# Griselda (Vivaldi)
Griselda (RV 718) è un'opera in 3 atti di Antonio Vivaldi su libretto di Carlo Goldoni, adattato da un precedente libretto di Apostolo Zeno musicato per la prima volta da Antonio Maria Bononcini (Milano, Regio Ducal Teatro, 26 dicembre 1718).
Andò in scena il 18 maggio 1735 al Teatro San Samuele di Venezia, che mise a disposizione di Vivaldi solo un'orchestra d'archi.

## Primi interpreti
| ruolo     | tipologia vocale   | primi interpreti, 18 maggio 1735 |
| --------- | ------------------ | -------------------------------- |
| Gualtiero | tenore             | Gregorio Babbi                   |
| Griselda  | contralto          | Anna Girò                        |
| Costanza  | contralto          | Margherita Giacomazzi            |
| Roberto   | soprano castrato   | Gaetano Valetta                  |
| Ottone    | soprano castrato   | Lorenzo Saletti                  |
| Corrado   | soprano (travesti) | Elisabetta Gasperini             |
| Everardo  | personaggio muto   |                                  |

## Numeri musicali
- 0 Sinfonia

### Atto I
- 1 Aria Se ria procella (Gualtiero)
- 2 Aria Brami le mie catene (Griselda)
- 3 Aria Vede orgogliosa l'onda (Ottone)
- 4 Aria Ritorna a lusingarmi (Costanza)
- 5 Aria Estinguere vorrei la fiamma (Roberto)
- 6 Aria Alle minacce di fiera belva (Corrado)
- 7 Aria Ho il cor già lacero (Griselda)

### Atto II
- 8 Aria La rondinella amante (Corrado)
- 9 Aria Agitata da due venti (Costanza)
- 10 Aria Dal tribunal d'amore (Roberto)
- 11 Recitativo accompagnato Oh, d'un seno infelice (Griselda, Corrado, Ottone)
- 12 Aria No, non tanta crudeltà (Griselda)
- 13 Aria Scocca dardi l'altero suo ciglio (Ottone)
- 14 Aria Che legge tiranna (Roberto)
- 15 Arioso Sonno, se pur sei sonno (Griselda)
- 16 Aria Tu vorresti col tuo pianto (Gualtiero)
- 17 Terzetto Non più regina, ma pastorella (Griselda, Costanza, Gualtiero)

### Atto III
- 18 Aria Son infelice tanto (Griselda)
- 19 Aria Moribonda quest'alma dolente (Roberto)
- 20 Aria Ombre vane, ingiusti orrori (Costanza)
- 21 Aria Dopo un'orrida procella (Ottone)
- 22 Aria Sento che l'alma teme (Gualtiero)
- 23 Coro Imeneo, che se' d'amore